# Distrito de Pallasca
Pallasca es un distrito (municipio) situado en la provincia del mismo nombre, en el departamento de Áncash, Perú. Según el censo de 2017, tiene una población de 2364 habitantes.
El distrito limita por el sur con los distritos de Huacaschuque y Huandoval; por el este, con Lacabamba y Pampas; por el oeste, con Bolognesi, y por el norte con la provincia de Santiago de Chuco.

## Historia
Aunque tiene una historia que se remonta a los primeros tiempos de la Conquista, Pallasca nace como distrito el 2 de enero de 1857, fecha en que se aprueba la ley mediante la cual se crea la primera municipalidad. Adquiere la categoría de ciudad ("por el adelanto de su agricultura y minería, así como por el progreso en su conjunto") en 1898, por ley aprobada por el Congreso de la República.
Diversos estudios indican que su nombre provendría del cacique Apollacsa Vilca Yupanqui Tuquiguarac, indio noble que prestó importantes servicios durante el paso de los primeros conquistadores, por lo cual habría recibido escudo de armas, según señala el historiador Félix Álvarez Brun en su libro Ancash, una historia regional peruana.
En las aguas del río Tablachaca (antes, Andamarca) habría sido arrojado el cadáver de Huáscar, el último heredero legítimo del Imperio Incaico. En la etapa de la Independencia, no fue ajeno a la vocación libertaria del pueblo del Perú y aportó su cuota de hombres y pertrechos para la formación del Ejército Libertador. Cuando se produjo la invasión chilena, puso de manifiesto su arrojo y patriotismo negándose a cumplir las abusivas órdenes de los jefes militares de la fuerza enemiga y, más bien, se enfrentó, en desigual batalla, con garrotes, piedras y armas arrojadizas; muestra incuestionable de dignidad que le costó, como heroico saldo, decenas de muertos y heridos.[cita requerida]

## Geografía
El distrito tiene una superficie de 59.77 km²  está situado a una altitud media de 3131 metros sobre el nivel del mar.

### En la región quechua
Por la altitud referida -considerando la clasificación geográfica hecha por Javier Pulgar Vidal-, Pallasca está en la denominada Región Quechua. Por ello, su clima es relativamente templado, lo que no impide que entre noviembre y marzo las lluvias, casi torrenciales, se hagan presentes, alimentando así a las tierras de cultivo que son el sustento básico del pueblo. El hecho de pertenecer a la Región Quechua no significa que allí se hable el Idioma ancestral de los incas; en otros aspectos sí reúne los elementos y las características propios de esa clasificación geográfica. Entre la vegetación típica de la zona cabe resaltar la presencia de dos plantas aromáticas empleadas como infusión: la úñica y la panizara, plantas que, de ser comercializadas en gran escala, generarían significativos ingresos económicos para la población y, por otro lado, serían una alternativa de consumo similar (y acaso más agradable) al té y a otros productos.

### Pueblo agrícola y ganadero
Pallasca es, básicamente, un pueblo agrícola y se dedica, principalmente, al cultivo de la papa, el maíz y el trigo. Es, además, significativa la crianza de ganado vacuno y lanar. Otras actividades, aunque desarrolladas en menor escala, son la minería y la artesanía.

## Flora y fauna
La flora pallasquina es rica y variada. Vamos a mencionar algunas de las plantas más conocidas: la yerba santa, el Shiraque, la tarsana, la penca (maguey), el molle, el sauco, la carhuacasha; la mora (zarzamora), la payaya, el shugurom, el purpuro (tumbo); la panizara, la úñica; el chulco, la achupalla; el alizo, el eucalipto, pitajaya (Armatocereus matucanensis), tuna (Opuntia macbridei), Llatur (Echinopsis pachanoi), huyucha (Caricaceae). Además de: trigo, papa, maíz, quinua, coyo(quiwicha), oca, etc.
En la fauna, podemos mencionar a la perdiz, el jilguero, el gorrión, la paca paca, el chushec, el zorro, el zorrino, la vizcacha, el hurón (muca o zarigüeya), el venado, el huaygush (comadreja), etc.

## Vías de acceso
Desde Chimbote, en la Costa, se accede al distrito de Pallasca a través de una carretera afirmada. Asimismo, está interconectado prácticamente con todos los pueblos de la provincia por medio de carreteras afirmadas.

## Folklore
Cada año, en el mes de junio, celebra la Fiesta Patronal en honor a San Juan Bautista, patrón del lugar. En tal ocasión se presentan algunas bellas estampas folclóricas (que en Pallasca se conocen como "festejos"), entre las que podemos mencionar El Suplicio y Muerte del Inca Atahualpa, uno de cuyos típicos personajes es el "Quishpe"; también se presentan Los Osos, las Quiyayas, los Blanquillos, los Indios de Culculbamba, etc. Otros elementos gratos de la festividad son las carreras de cintas y de pedradas. También forman parte de la Fiesta de San Juan las "luminarias" (bailes nocturnos en las calles y la plaza principal, alrededor de castillos de fuegos artificiales y con el acompañamiento estentóreo de bandas de música). La celebración patronal se prepara con varios meses de anticipación; los priostes a cuyo cargo corre prácticamente todo, realizan oportunamente una fiesta conocida como chupe en la que los pobladores presentan sus ofertas: reses, cohetes, castillos, víveres, tragos, etc.
En el mes de mayo, Fiesta de las Cruces, es el Toro de Trapo el personaje central de las celebraciones, que se presenta acompañado de los "vaqueros", el "patrón", la "pastora" y los "vilches", nombre con el que se conocen a los toreros en la referida estampa folclórica. Esta estampa tiene una finalidad religiosa: rendir culto a la Santísima Cruz ubicada en la parte más elevada de la montaña mayor: El Chonta; se presenta, además, como la caricatura y satirización que el pueblo indígena hace de uno de los aportes traídos por España con la Conquista: la corrida de toros, y, además, como un tributo de alegría y gratitud a la tierra y su productividad (los parajes agrícolas principales están representados por sus toros de trapo: Tambamba, Callanga, etc.).

## Personajes ilustres
- Félix Álvarez Brun: Abogado, historiador, diplomático y maestro universitario.
- Capitán EP Orlando Álvarez Castro: impulsor de la carretera local.
- Víctor H. Acosta: poeta.
- Teófilo Porturas: poeta.
- Manuel Torres Pereda: novelista.
- Elio Machado: narrador y compositor.
- Porfirio Torres Pereda: escritor.
- Juan Murphy Bocanegra: abogado; llegó a ser Presidente de la Corte Superior de La Libertad.
- Manuel Pizarro Flores: médico neurólogo; llegó a ser Decano del Colegio Médico Peruajno.
- Dr. Manuel Antonio Torres Vásquez: docente, periodista, abogado. Magistrado, Subprefecto, Presidente de Rotary Club Chimbote, Presidente del Centro Federado de Periodistas y Presidente Vitalicio del Centro Social y Cultural "Pallasca".
- Orestes Rodríguez Campos, Ecomomista. Fue diputado por Ancash, Ministro de trabajo, Rector de la Universidad Nacional Federico Villarreal - Lima; Catedrático de la UNSM-Lima, entre otros cargos importantes.